# Dol (Babušnica)
Dol (szerbül Дол) egy falu Szerbiában, a Piroti körzetben, a Babušnicai községben.

## Népesség
- 1948-ban 539 lakosa volt.
- 1953-ban 566 lakosa volt.
- 1961-ben 548 lakosa volt.
- 1971-ben 414 lakosa volt.
- 1981-ben 276 lakosa volt.
- 1991-ben 160 lakosa volt
- 2002-ben 82 lakosa volt, akik mindannyian szerbek.